# Copa del Rey de fútbol 1925
La Copa del Rey de Fútbol de 1925 fue la vigésimo tercera edición de la competición. La conquistó el Fútbol Club Barcelona sumando su sexto título de campeón nacional. Se disputó a lo largo de la primera mitad del año 1925, con la participación de los equipos que se había proclamado campeones de los torneos regionales que se disputaron en España la temporada 1924-25.

## Equipos clasificados
Con la incorporación del campeón de Castilla y León y la división del campeonato de Levante entre el de Murcia y el de Valencia, este año la Copa batió su récord de participantes, con doce equipos, todos ellos ganadores de los torneos regionales que se disputaron en España durante la temporada 1924-25. Al final el torneo se quedó en once participantes puesto que la inscripción del equipo del Real Murcia, campeón de Murcia, no fue aceptada.
|  | Campeonato                       |                                  | Representante                 |  |
|  | Copa de Andalucía                | Copa de Andalucía                | Sevilla Fútbol Club           |  |
|  | Campeonato Regional de Aragón    | Campeonato Regional de Aragón    | RSA Stadium de Zaragoza       |  |
|  | Campeonato Regional de Asturias  | Campeonato Regional de Asturias  | Real Stadium Club Ovetense    |  |
|  | Campeonato Regional de Cantabria | Campeonato Regional de Cantabria | Real Racing Club de Santander |  |
|  | Copa de Castilla y León          | Copa de Castilla y León          | Club Deportivo Español        |  |
|  | Copa Cataluña                    | Copa Cataluña                    | Fútbol Club Barcelona         |  |
|  | Campeonato Regional Centro       | Campeonato Regional Centro       | Athletic Club de Madrid       |  |
|  | Campeonato de Galicia            | Campeonato de Galicia            | Real Club Celta de Vigo       |  |
|  | Campeonato de Guipúzcoa          | Campeonato de Guipúzcoa          | Real Sociedad de Fútbol       |  |
|  | Campeonato Regional de Valencia  | Campeonato Regional de Valencia  | Valencia Fútbol Club          |  |
|  | Campeonato Regional de Vizcaya   | Campeonato Regional de Vizcaya   | Arenas Club de Guecho         |  |

## Fase de grupos
Los once equipos participantes quedaron repartidos en cuatro grupos de tres equipos. La clasificación en esta fase previa se decidió mediante una liguilla, enfrentándose los integrantes de cada grupo todos contra todos en dos ocasiones, -una en campo propio y otra en campo contrario. La clasificación se estableció a razón del siguiente sistema de puntuación: dos puntos para el equipo vencedor de un partido, un punto para cada contendiente en caso de empate y cero puntos para el perdedor de un partido. Al término de esta primera fase, los primeros clasificados de cada grupo accedieron a las semifinales. 

### Grupo I
| Equipo                  | Pts | PJ | PG | PE | PP | GF | GC | Dif |
| ----------------------- | --- | -- | -- | -- | -- | -- | -- | --- |
| F.C. Barcelona          | 7   | 4  | 3  | 1  | 0  | 21 | 5  | +16 |
| Valencia FC             | 5   | 4  | 2  | 1  | 1  | 13 | 8  | +5  |
| RSA Stadium de Zaragoza | 0   | 4  | 0  | 0  | 4  | 1  | 22 | -21 |

| Fecha       | Lugar     | Local               | Resultado | Visitante           |
| ----------- | --------- | ------------------- | --------- | ------------------- |
| 1 de marzo  | Les Corts | F.C. Barcelona      | 7:3       | Valencia FC         |
| 8 de marzo  | Mestalla  | Valencia FC         | 8:0       | Stadium de Zaragoza |
| 15 de marzo | Arrabal   | Stadium de Zaragoza | 1:5       | F.C. Barcelona      |
| 22 de marzo | Mestalla  | Valencia FC         | 1:1       | F.C. Barcelona      |
| 29 de marzo | Arrabal   | Stadium de Zaragoza | 0:1       | Valencia FC         |
| 5 de abril  | Les Corts | F.C. Barcelona      | 8:0       | Stadium de Zaragoza |

### Grupo II
Este grupo finalmente quedó integrado por dos equipos al no formalizarse la inscripción del Real Murcia.
| Equipo                  | Pts | PJ | PG | PE | PP | GF | GC | Dif |
| ----------------------- | --- | -- | -- | -- | -- | -- | -- | --- |
| Athletic Club de Madrid | 2   | 2  | 1  | 0  | 1  | 3  | 2  | +1  |
| Sevilla FC              | 2   | 2  | 1  | 0  | 1  | 2  | 3  | -1  |

| Fecha       | Lugar          | Local               | Resultado | Visitante           |
| ----------- | -------------- | ------------------- | --------- | ------------------- |
| 15 de marzo | Metropolitano  | Athletic de Madrid  | 3:1       | Sevilla Fútbol Club |
| 5 de abril  | Reina Victoria | Sevilla Fútbol Club | 1:0       | Athletic de Madrid  |
| 12 de abril | Mestalla       | Athletic de Madrid  | 3:2       | Sevilla Fútbol Club |

### Grupo III
| Equipo                | Pts | PJ | PG | PE | PP | GF | GC | Dif |
| --------------------- | --- | -- | -- | -- | -- | -- | -- | --- |
| Arenas Club de Guecho | 5   | 4  | 1  | 3  | 0  | 7  | 5  | +2  |
| Real Sociedad         | 4   | 4  | 1  | 2  | 1  | 7  | 5  | +2  |
| Racing de Santander   | 3   | 4  | 0  | 3  | 1  | 4  | 8  | -4  |

| Fecha       | Lugar        | Local               | Resultado | Visitante           |
| ----------- | ------------ | ------------------- | --------- | ------------------- |
| 8 de marzo  | El Sardinero | Racing de Santander | 1:1       | Real Sociedad       |
| 15 de marzo | Atocha       | Real Sociedad       | 1:1       | Arenas de Guecho    |
| 19 de marzo | Josaleta     | Arenas de Guecho    | 2:2       | Racing de Santander |
| 22 de marzo | Atocha       | Real Sociedad       | 4:0       | Racing de Santander |
| 29 de marzo | Josaleta     | Arenas de Guecho    | 3:1       | Real Sociedad       |
| 5 de abril  | El Sardinero | Racing de Santander | 1:1       | Arenas de Guecho    |

### Grupo IV
| Equipo                 | Pts | PJ | PG | PE | PP | GF | GC | Dif |
| ---------------------- | --- | -- | -- | -- | -- | -- | -- | --- |
| RC Celta de Vigo       | 8   | 4  | 4  | 0  | 0  | 19 | 6  | +13 |
| RSC Ovetense           | 3   | 4  | 1  | 1  | 2  | 6  | 8  | -2  |
| Club Deportivo Español | 1   | 4  | 0  | 1  | 3  | 5  | 16 | -11 |

| Fecha       | Lugar       | Local            | Resultado | Visitante        |
| ----------- | ----------- | ---------------- | --------- | ---------------- |
| 1 de marzo  | La Victoria | CD Español       | 1:6       | RC Celta de Vigo |
| 8 de marzo  | Vetusta     | RSC Ovetense     | 1:0       | CD Español       |
| 15 de marzo | Coia        | RC Celta de Vigo | 2:0       | RSC Ovetense     |
| 22 de marzo | Coia        | RC Celta de Vigo | 7:2       | CD Español       |
| 29 de marzo | La Victoria | CD Español       | 2:2       | RSC Ovetense     |
| 5 de abril  | Vetusta     | RSC Ovetense     | 3:4       | RC Celta de Vigo |

## Fase final
Consistente en una única ronda a doble partido con los enfrentamientos prefijados en el cuadro según el grupo. En caso de quedar empatados a victorias, se jugaba un partido de desempate en campo neutral. Los dos últimos contendientes se enfrentaron en la final a partido único en campo neutral.
|  | Semifinales               | Semifinales               | Semifinales               |   |                | Final                                         | Final                                         |  |
|  | 19 de abril - 26 de abril | 19 de abril - 26 de abril | 19 de abril - 26 de abril |   |                | 10 de mayo, Estadio Reina Victoria de Sevilla | 10 de mayo, Estadio Reina Victoria de Sevilla |  |
|  |                           |                           |                           |   |                |                                               |                                               |  |
|  |                           |                           |                           |   |                |                                               |                                               |  |
|  | F.C. Barcelona            | 3                         | 1                         |   |                |                                               |                                               |  |
|  | F.C. Barcelona            | 3                         | 1                         |   |                |                                               |                                               |  |
|  | Athletic Club de Madrid   | 2                         | 2                         |   |                |                                               |                                               |  |
|  | Athletic Club de Madrid   | 2                         | 2                         |   | F.C. Barcelona | 2                                             |                                               |  |
|  |                           |                           |                           |   | F.C. Barcelona | 2                                             |                                               |  |
|  |                           |                           | Arenas Club de Gecho      | 0 |                |                                               |                                               |  |
|  | Arenas Club de Guecho     | 1                         | Arenas Club de Gecho      | 0 | 1              |                                               |                                               |  |
|  | Arenas Club de Guecho     | 1                         |                           |   | 1              |                                               |                                               |  |
|  | RC Celta de Vigo          | 0                         | 1                         |   |                |                                               |                                               |  |
|  | RC Celta de Vigo          | 0                         | 1                         |   |                |                                               |                                               |  |
|  |                           |                           |                           |   |                |                                               |                                               |  |

### Semifinales
Las semifinales fueron disputadas entre los campeones de los cuatro grupos de la fase de grupos del torneo. La ida se jugó el día 19 de abril mientras que la vuelta fue disputada el 26 del mismo mes. Se jugó un desempate en Zaragoza (en el Campo de Torrero) el día 3 de mayo entre Barça y Athletic de Madrid, en el que los «culés» se ganaron el pase para disputar la final contra los «gechotarras».
| Equipo local ida      | Equipo visitante ida    | Ida   | Vuelta | Desempate |
| --------------------- | ----------------------- | ----- | ------ | --------- |
| F.C. Barcelona        | Athletic Club de Madrid | 3 - 2 | 1 - 2  | 2 - 1     |
| Arenas Club de Guecho | RC Celta de Vigo        | 1 - 0 | 1 - 1  |           |

### Final
La última ronda del torneo fue disputada por el F.C. Barcelona y el Arenas Club. La final se disputó a partido único en el Estadio Reina Victoria de Sevilla el día 10 de mayo de 1925. El «Barça» consiguió al vencer por 2 a 0 a los de Guecho, consiguiendo su sexto entorchado.
| 1  | PO | Franz Platko          |  |
| 2  | DF | José Planas           |  |
| 3  | DF | Emilio Walter         |  |
| 4  | MC | Ramón Torralba        |  |
| 5  | MC | Agustín Sancho        |  |
| 6  | MC | Domingo Carulla       |  |
| 7  | DE | Vicente Piera         |  |
| 8  | DE | Arnau                 |  |
| 9  | DE | José Samitier         |  |
| 10 | DE | Paulino Alcántara     |  |
| 11 | DE | Emilio Sagi-Barba     |  |
|    | DT | Conyers "Ralph" Kirby |  |

| 1  | PO | José María Jáuregui       |  |  |
| 2  | DF | Pedro Vallana             |  |  |
| 3  | DF | Domingo Careaga           |  |  |
| 4  | MC | José Urresti              |  |  |
| 5  | MC | Antonio Laña              |  |  |
| 6  | MC | José María Peña           |  |  |
| 7  | DE | Javier Rivero             |  |  |
| 8  | DE | Mateo Aguirregoitia       |  |  |
| 9  | DE | José María Yermo Solaegui |  |  |
| 10 | DE | Fidel Sesúmaga            |  |  |
| 11 | DE | Robustiano Bilbao «Robus» |  |  |
|    | DT |                           |  |  |

|  | 9'  | J. Samitier | 1-0 |
|  | 34' | A. Sancho   | 2-0 |

| Árbitro:        | Tomás Balaguer |
| Jueces de línea | Navarro        |
| Jueces de línea | Tello          |
| Reporte         |                |

| 1  | PO | Franz Platko          |  |
| 2  | DF | José Planas           |  |
| 3  | DF | Emilio Walter         |  |
| 4  | MC | Ramón Torralba        |  |
| 5  | MC | Agustín Sancho        |  |
| 6  | MC | Domingo Carulla       |  |
| 7  | DE | Vicente Piera         |  |
| 8  | DE | Arnau                 |  |
| 9  | DE | José Samitier         |  |
| 10 | DE | Paulino Alcántara     |  |
| 11 | DE | Emilio Sagi-Barba     |  |
|    | DT | Conyers "Ralph" Kirby |  |

| 1  | PO | José María Jáuregui       |  |  |
| 2  | DF | Pedro Vallana             |  |  |
| 3  | DF | Domingo Careaga           |  |  |
| 4  | MC | José Urresti              |  |  |
| 5  | MC | Antonio Laña              |  |  |
| 6  | MC | José María Peña           |  |  |
| 7  | DE | Javier Rivero             |  |  |
| 8  | DE | Mateo Aguirregoitia       |  |  |
| 9  | DE | José María Yermo Solaegui |  |  |
| 10 | DE | Fidel Sesúmaga            |  |  |
| 11 | DE | Robustiano Bilbao «Robus» |  |  |
|    | DT |                           |  |  |

|  | 9'  | J. Samitier | 1-0 |
|  | 34' | A. Sancho   | 2-0 |

| Árbitro:        | Tomás Balaguer |
| Jueces de línea | Navarro        |
| Jueces de línea | Tello          |
| Reporte         |                |

|                      |
| Campeón FC BARCELONA |
| Sexto título         |